# Музеи в Милано
Град Милано в Северна Италия притежава забележително художествено съкровище, разделено на няколко колекции. Той е изключително важен център на изложби и културни дейности, с инициативи и учебни центрове, свързани с историята и науката. 

## Общи положения
Пинакотека „Брера“ е най-известната художествена галерия в Милано: тя съхранява една от най-богатите колекции в света, съдържаща произведения на най-важните художници от италианската и международната сцена от 14 до 20 век.
Най-старата миланска художествена галерия е Пинакотека „Амброзиана“, основана през 17 век от кардинал Федерико Боромео заедно с Библиотека „Амброзиана“, която пази картината „Музикантът“ и Атлантическия кодекс на Леонардо да Винчи, както и известната картина на Караваджо „Кош с плодове“.
Къща-Музей „Багати Валсеки“, която съхранява колекция от ренесансово изкуство и обзавеждане сред най-добре запазените в Европа, е част от веригата къщи-музеи на Милано заедно с Музей „Полди Пецоли“ (изкуство от Ренесанса до 19 век), Вила „Неки Кампильо“, построена през 1935 г. от Порталупи, и Къща-музей „Боски ди Стефано“ с произведения от рационализма до следвоенния период. Музеят на облеклото, модата и имиджа излага колекцията от мода и костюми на Градските музеи и исторически изгледи на Милано в апартаментите от 18 век на Дворец „Морандо“.
Кралският дворец в синергичност с Палацо дела Раджоне и Ротонда „Безана“ е основно място за временни изложби.Замъкът на Сфорците пък е дом на постоянни музеи като Музея на античното изкуство със Sala delle Asse на Леонардо да Винчи, Музей „Пиета Ронданини“ с Пиета Ронданини на Микеланджело, Музеят на музикалните инструменти, Музея на мебелите, колекцията от приложни изкуства, както и изкуство с галерия, която събира над 200 картини на италианската живопис от 13 до 18 век с шедьоври на Каналето, Антонело да Месина, Андреа Мантеня, Тициан.
От 2010 г. музейните пространства на града се обогатяват след комплексен ремонт с Музея на 20 век, разположен в сградата на Аренгарио на Пиаца дел Дуомо, и Галериите на Пиаца „Скала“, помещаващи се във вътрешността на Дворец „Брентани“ и Дворец „Ангуисола“, с произведения, посветени на италианския 19 и 20 век, принадлежащи на Фондация „Карипло“, които са част от проекта „Италиански галерии“. Галерията за модерно изкуство, разположена във вилата, която е била дворец на Наполеон и Савоя, излага произведения на майстори от 19 век като Франческо Айец, Джовани Сегантини, Пелица да Волпедо и т. нар. Скапиляти.
Милано няма музей за съвременно изкуство. Триеналето, което е домакин на временни изложби и Музеят на дизайна, арт центрове и организации с нестопанска цел, включително Careof, Фондация „Прада“, играят основна роля в насърчаването и подкрепата на по-младите художествени произведения, Фондация „Никола Трусарди“ и комерсиални художествени галерии.
Археологическото наследство от праисторически времена до римската епоха е изложено главно в Археологическия музей към руините на античната арена, както и Антиквариумът в парка на амфитеатъра.
На историята на християнски Милано са посветени Епархийският музей и Големият музей на Миланската катедрала.
Научните музеи включват Националния музей на науката и технологиите, известен с постоянната си експозиция на Леонардо да Винчи и с подводницата Енрико Тоти (S 506), и Градския природонаучен музей – най-големият музей в италианската естествена история и сред най-важните натуралистични музеи в Европа.
През есента на 2011 г. е открит новият Интерактивен музей на киното (MIC), който заменя предишния Музей на киното. Настоящото му седалище се намира на улица „Фулвио Тести“ и заема част от помещенията на старата Манифактура за тютюн. Музеят, освен че съдържа изложба на исторически съоръжения, свързани с движещи се изображения, се характеризира с наличието на интерактивни станции, където е възможно да се видят част от материалите от архива на Фондация „Чинечитà Италия“.
На 27 януари 2013 г. е тържествено открит Мемориалът на Шоа, разположен при перон 21 на Централната гара, където след нацистката окупация стотици евреи са натоварени на вагони за добитък, насочени към концентрационните лагери. Сравнени с малкото „реални“ места, които все още съществуват в Европа на нацистките зверства, мемориалните места и прилежащият перон 21 са определени като „страхотна находка“, нещо като „археологически разкопки“.

## Списък на музеите в Милано
Това е списък на музеите в Милано със съответните им официални уебсайтове към август 2022 г.:
Художествени музеи
- Пинакотека „Брера“ (Pinacoteca di Brera[12])
- Пинакотека „Амброзиана“ (Pinacoteca Ambrosiana[13])
- Кралски дворец (Palazzo Reale di Milano[14])
- Музей „Полди Пецоли“ (Museo Poldi Pezzoli[15])
- Музей „Багати Валсеки“ (Museo Bagatti Valsecchi[16])
- Музей на Миланската катедрала (Museo del Duomo[17])
- Музей на дизайна ADI (ADI Design Museum[18])
- Къща-музей „Боски ди Стефано“ (Casa Museo Boschi Di Stefano[19])
- Галерия на модерното изкуство (Galleria d'Arte Moderna (GAM)[20])
- Галерии на пл. „Скала“ (Gallerie di Piazza Scala[21])
- Галерия за сакрално изкуство на съвременниците (GASC – Galleria d’Arte Sacra dei Contemporanei[22]), във Вила „Клеричи“
- Съкровищата на Ка' Гранда (I Tesori della Ca' Granda[23])
- Музей на „Тайната вечеря“ на Леонадро да Винчи (Museo del Cenacolo Vinciano[24])
- Музей на 20 век (Museo del Novecento[25])
- Музей на Базилика „Сант Амброджо“ (Museo della Basilica di Sant’Ambrogio[26])
- Музей на Базилика „Сант Еусторджио“ (Museo della Basilica di Sant’Eustorgio[27])
- Епархийски музей (Museo Diocesano[28])
- Музей „Сан Феделе“ (Museo San Fedele[29])
- Павилион на съвременното изкуство (Padiglione di Arte Contemporanea[30])
- Дружество за изящни изкуства и постоянна експозиция (Società per le Belle Arti ed Esposizione Permanente[31])
- Музей за дизайн на Триеналето (Triennale Design Museum[32])
- Вила „Неки Кампильо“ (Villa Necchi Campiglio[33])

Музеи в Замъка на Сфорците
В Замъка на Сфорците се провеждат много временни изложби. Освен това към 2022 г. в него се помещават:
- Пинакотека на Замъка на Сфорците: съхранява богата колекция от картини, включително творби на Филипо Липи, Антонело да Месина, Андреа Мантеня, Каналето, Кореджо и Тиеполо.
- Музей „Пиета Ронданини“ (творба на Микеланджело)
- Музей на античното изкуство
- Археологически музей в двата му раздела: Праисторически музей и Египетски музей
- Музей на мебелите и дървените скулптури
- Музей на декоративните изкуства
- Музей на музикалните инструменти

- Градска колекция от щампи „Акиле Бертарели“
- Кабинет на рисунките
- Кабинет на медалите и нумизматиката
- Исторически градски архив и Библиотека „Тривулциана“, която освен всичко друго съхранява Тривулциановия кодекс на Леонардо да Винчи
- Организация за Колекциите на Леонардо да Винчи
- Художествена библиотека
- Археологическа и нумизматическа библиотека
- Градски фотографски архив на Милано
- CASVA (Център за висши изследвания по визуални изкуства)

Научни музеи
- Градски аквариум на Милано (Acquario civico di Milano[35])
- Градски планетариум „Улрих Хьопли“ (Civico planetario “Ulrico Hoepli”[36])
- Градски музей на естествената история (Museo civico di storia naturale[37])
- Национален музей на науката и технологията „Леонардо да Винчи“ (Museo nazionale della scienza e della tecnologia "Leonardo da Vinci"[38])

Исторически музеи
- Оперен музей „Ла Скала“ (Museo teatrale alla Scala[39])
- Градски археологически музей на Милано (Civico museo archeologico di Milano[40])
- Антиквариум на Милано (Antiquarium di Milano[41])
- Музей на Миланското рисорджименто (Museo del Risorgimento di Milano[42])
- Лозата на Леонардо (La Vigna di Leonardo[43])
- Мемориал на Шоа (Memoriale della Shoah[44])
- Музей „Манджини Бономи“ (Museo Mangini Bonomi[45])
- Музей „Мартинит и Стелине“ (Museo Martinitt e Stelline[46])
- Исторически музей на миланските пожарникари (Museo storico dei Vigili del fuoco di Milano[47])
- Дом „Манцони“ (Casa Manzoni[48])
- Палат „Морандо“ – облекло, мода, имидж (Palazzo Morando - Costume Moda Immagine[49])

Други музеи
- Музей на културите (Museo Delle Culture (Mudec)[50])
- Музей „Народи и култури“ (Museo Popoli e Culture[51])
- Армани Силос (Armani Silos[52])
- Фондация „Прада“ (Fondazione Prada[53])
- Водоцентрала на Милано (Centrale dell'Acqua di Milano[54])
- Интерактивен музей на киното (MIC - Museo Interattivo del Cinema[55])
- Музей „Колекция Бранка“ (Museo Collezione Branca[56])
- Музей на изкуството и науката (Museo d'arte e scienza[57])
- Музей на парфюма (Museo del Profumo[58])
- Музей на пишещите машини (Museo della Macchina da scrivere[59])
- Музей „Луи Брайл“ (Museo Louis Braille[60])
- Хангар на Пирели в Бикока (Pirelli Hangar Bicocca[61])
- Ателие-музей „Акиле Кастильони“ (Studio Museo Achille Castiglioni[62])
- Ателие-музей „Е. Трекани“ (Studio Museo E. Treccani[63])
- Ателие-музей „Франко Албини“ (Studio Museo Franco Albini[64])
- Ателие-музей „Франческо Месина“ (Studio Museo Francesco Messina[65])
- Ателие-музей „Вико Маджистрети“ (Studio Museo Vico Magistretti[66])
- Музей „Сан Сиро“ (San Siro Museum[67])
- Музей „Светът на Милан“ (Museo Mondo Milan[68])
- Музей на комикса (WOW Spazio Fumetto[69])